# Cyclo-camping
 (juin 2016).

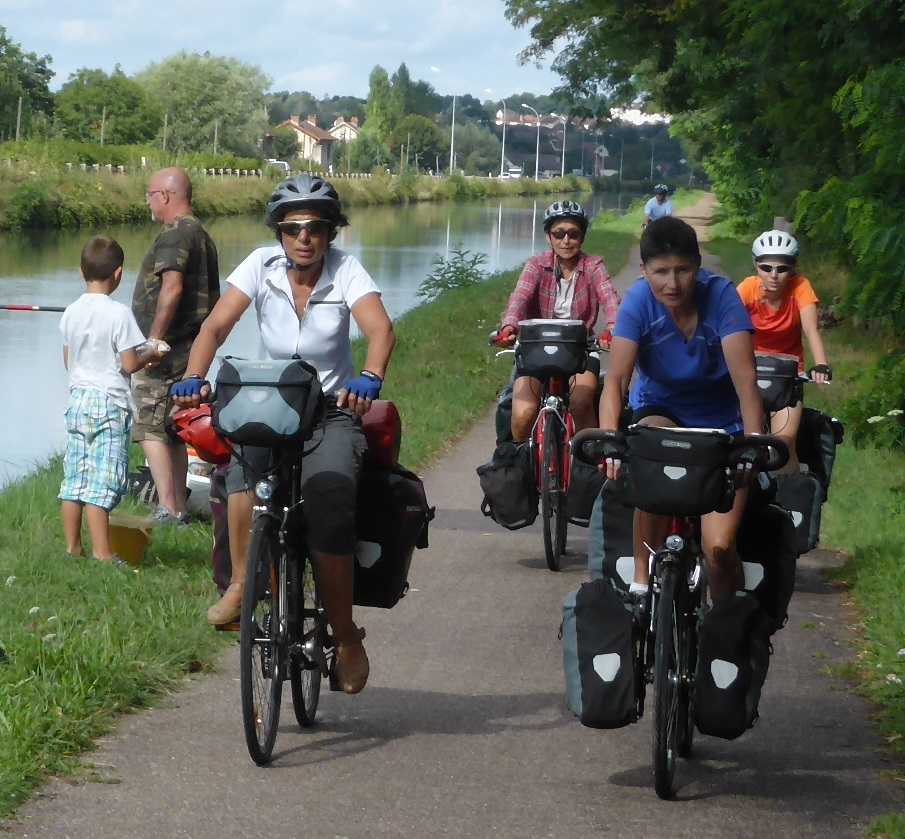
Cyclo-campeurs : voyage Paris-Avignon 1865-2015.

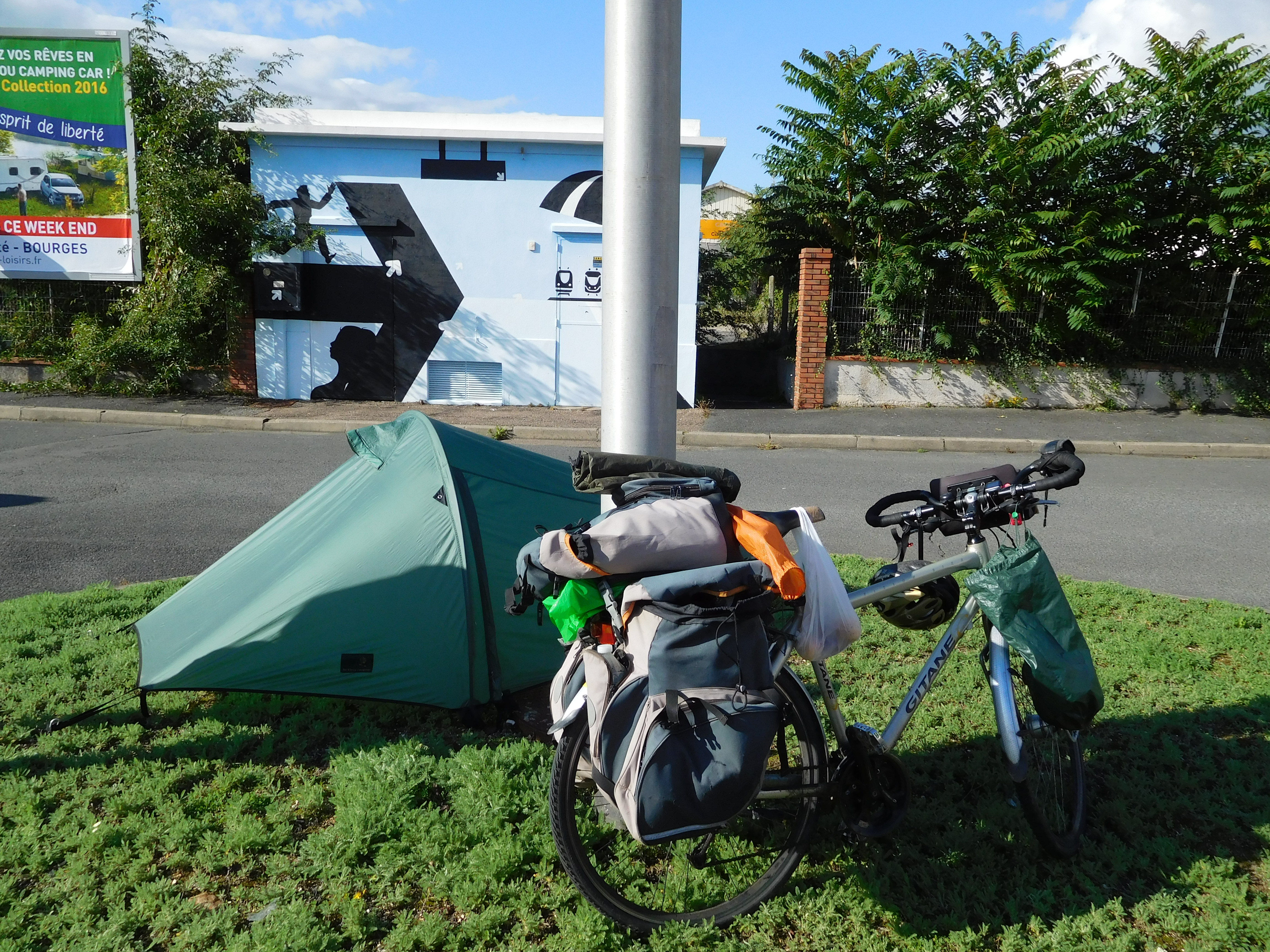
Cyclo-campeur en Bourgogne.

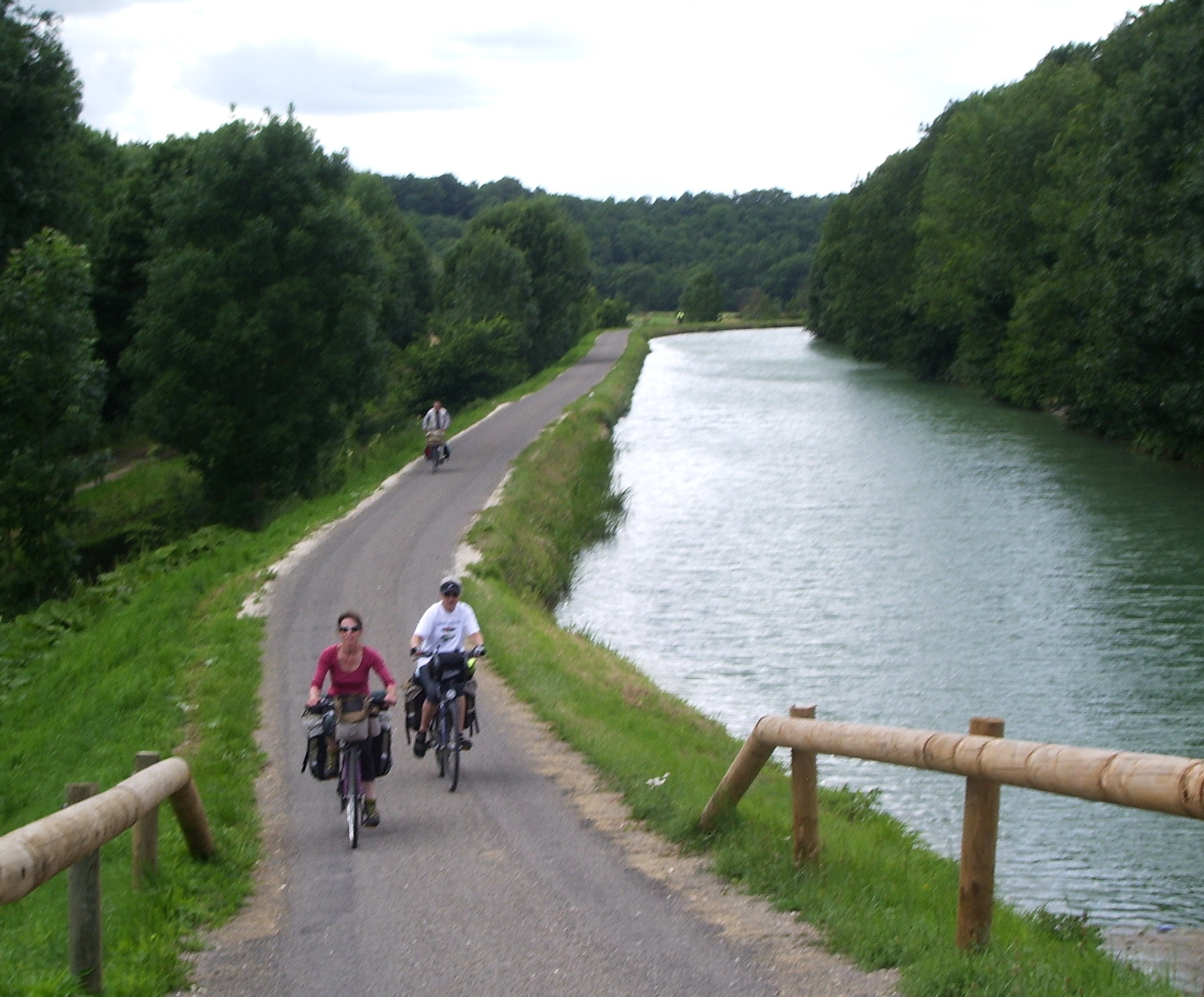
Cyclo-campeurs : voyage Lorraine 3 V en 2008.

Le cyclo-camping est le loisir consistant en des randonnées à vélo pendant lesquelles les voyageurs passent la nuit sous la tente. Le cyclo-campeur se déplace en toute autonomie, transportant ses effets, la tente et tout le matériel, soit dans des sacoches comme dans le cas du bikepacking, soit dans une remorque qu'il tracte. C'est une composante du cyclotourisme.

## Description
La durée des randonnées varie de quelques jours au voyage au long cours de plusieurs années.
Le voyage à vélo, qui peut se dérouler sur plusieurs continents jusqu'au Tour du monde à vélo, est une aventure qui se vit seul, en couple, entre un ami ou en famille. Les voyageurs à vélo éditent parfois le récit de leur expérience.
Les vélos utilisés sont variés, randonneuse qui est le modèle traditionnel du vélo de voyage, VTT ou VTC adapté et équipé de porte-bagages, vélo couché, tandem, tricycle, vélo pliant, à condition que leur robustesse leur permette de supporter les bagages ce qui exclut le vélo de route.
La liste de matériel du cyclo-campeur doit être étudiée avec soin. Transportant tout dans ses sacoches (arrière et/ou avant), il doit être raisonnable et ne pas emporter plus que de nécessaire : matériel de bivouac, de cuisine, vêtements adaptés, outils et éléments de rechange, pharmacie et hygiène, loisirs,.
Plusieurs véloroutes permettent de voyager en Europe avec l'Eurovélo, ainsi qu'en France avec la Loire à Vélo ou la Vélodyssée,.

## Fédérations
La randonnée en cyclo-camping se pratique parfois en groupe ou dans une structure associative, notamment la Fédération française de cyclotourisme (FFCT) ou Cyclo-Camping International (CCI). Les deux structures diffèrent dans la pratique : CCI promeut le voyage à vélo mécanique en autonomie alors que la FFCT accepte le vélo à assistance électrique dans ses sorties qui sont moins orientées vers le camping.